# Медісонвілл (Теннессі)
Медісонвілл (англ. Madisonville) — місто (англ. city) в США, в окрузі Монро штату Теннессі. Населення — 5132 особи (2020).

## Географія
Медісонвілл розташований за координатами 35°31′27″ пн. ш. 84°21′51″ зх. д. / 35.52417° пн. ш. 84.36417° зх. д. (35.524109, -84.364264).  За даними Бюро перепису населення США в 2010 році місто мало площу 16,09 км², з яких 16,08 км² — суходіл та 0,01 км² — водойми.

## Демографія
Згідно з переписом 2010 року, у місті мешкало 4577 осіб у 1861 домогосподарстві у складі 1155 родин. Густота населення становила 284 особи/км².  Було 2117 помешкань (132/км²).
Расовий склад населення:
| - 92,4 % — білих - 3,5 % — чорних або афроамериканців - 0,5 % — азіатів - 0,2 % — корінних американців - 1,2 % — осіб інших рас |

До двох чи більше рас належало 2,1 %. Частка іспаномовних становила 3,3 % від усіх жителів.
За віковим діапазоном населення розподілялося таким чином: 23,1 % — особи молодші 18 років, 61,8 % — особи у віці 18—64 років, 15,1 % — особи у віці 65 років та старші. Медіана віку мешканця становила 38,4 року. На 100 осіб жіночої статі у місті припадало 96,4 чоловіків;  на 100 жінок у віці від 18 років та старших — 94,2 чоловіків також старших 18 років.
Середній дохід на одне домашнє господарство  становив 39 478 доларів США (медіана — 25 000), а середній дохід на одну сім'ю — 45 793 долари (медіана — 31 159). Медіана доходів становила 31 657 доларів для чоловіків та 29 879 доларів для жінок. За межею бідності перебувало 40,6 % осіб, у тому числі 65,1 % дітей у віці до 18 років та 12,1 % осіб у віці 65 років та старших.
Цивільне працевлаштоване населення становило 1398 осіб. Основні галузі зайнятості: виробництво — 26,8 %, роздрібна торгівля — 20,5 %, освіта, охорона здоров'я та соціальна допомога — 18,7 %.